# WWE SmackDown vs. Raw 2011
WWE SmackDown vs. Raw 2011 (afgekort WWE SvR 2011) is een worstelspel ontwikkeld door Yuke's en uitgegeven door THQ. In het spel speel je met de professioneel worstelaar van de brands SmackDown en Raw. Het spel is uitgegeven voor de PlayStation 2, PlayStation 3, PlayStation Portable, Wii en de Xbox 360.

## Superstars
Dit is de lijst van superstars in WWE SmakDown vs. Raw 2011:
| WWE SmackDown  | WWE Raw         | WWE Divas       | Newbies          | DLC                 |
| Big Show       | Chris Jericho   | Beth Phoenix    | Alicia Fox       | The British Bulldog |
| Chavo Guerrero | Edge            | Brie Bella      | David Hart Smith | Lex Luger           |
| Christian      | Evan Bourne     | Eve             | Drew McIntyre    | Wade Barrett        |
| CM Punk        | Ezekiel Jackson | Gail Kim        | Luke Gallows     | David Otunga        |
| Cody Rhodes    | Goldust         | Maryse Ouellet  | Sheamus          | Justin Gabriel      |
| Dolph Ziggler  | John Cena       | Melina          | Tyson Kidd       | Layla               |
| Finlay         | John Morrison   | Natalya         | Vance Archer     |                     |
| Jack Swagger   | Mark Henry      | Michelle McCool | Yoshi Tatsu      |                     |
| JTG            | Primo           | Kelly Kelly     |                  |                     |
| Kane           | R-Truth         | Nikki Bella     |                  |                     |
| Kofi Kingston  | Randy Orton     |                 |                  |                     |
| Matt Hardy     | Santino Marella |                 |                  |                     |
| MVP            | Shawn Michaels  |                 |                  |                     |
| Rey Mysterio   | Ted Dibiase     |                 |                  |                     |
| Shad           | The Miz         |                 |                  |                     |
| The Undertaker | Triple H        |                 |                  |                     |
|                | Vladimir Kozlov |                 |                  |                     |
|                | William Regal   |                 |                  |                     |
|                | Zack Ryder      |                 |                  |                     |

## Platforms
| Platform      | Jaar |
| ------------- | ---- |
| PlayStation 2 | 2010 |
| PlayStation 3 | 2010 |
| PSP           | 2010 |
| Wii           | 2010 |
| Xbox 360      | 2010 |

## Ontvangst
| Beoordeeld door     | Platform      | Datum            | Score |
| ------------------- | ------------- | ---------------- | ----- |
| IGN                 | PlayStation 2 | 26 oktober 2010  | 80%   |
| Jeuxvideo.com       | PlayStation 3 | 29 oktober 2010  | 80%   |
| Jeuxvideo.com       | Xbox 360      | 29 oktober 2010  | 80%   |
| Xbox360Achievements | Xbox 360      | 27 oktober 2010  | 76%   |
| Jeuxvideo.com       | Wii           | 5 november 2010  | 75%   |
| Jeuxvideo.com       | PlayStation 2 | 5 november 2010  | 75%   |
| God is a Geek       | Xbox 360      | 14 december 2010 | 70%   |
| GameSpot            | PlayStation 3 | 29 oktober 2010  | 70%   |
| GameSpot            | Xbox 360      | 29 oktober 2010  | 70%   |